# Аигел
«Аигел» (часто стилизуется как АИГЕЛ) — российский электронный хип-хоп-дуэт, состоящий из автора текстов и вокалистки из Набережных Челнов Айгель Гайсиной и электронного музыканта из Санкт-Петербурга Ильи Барамии. Название дуэта происходит от татарского имени вокалистки.

## Участники

### Айгель Гайсина
Айгель Гайсина (тат. Айгөл Гайсина) родилась 9 октября 1986 года в татарской семье, жила в Набережных Челнах.
По профессии — актриса озвучивания. Пишет стихи с раннего детства, занимается музыкой с 2003 года. С середины 2000-х становится известна как переводчица татарской поэзии и молодая поэтесса.
В 2016 году в издательстве «Геликон+» выпустила сборник стихов «Суд», основанных на реальных событиях и переживаниях Айгель: в 2015 году её молодой человек был арестован по обвинению в покушении на убийство, осуждён и приговорён к 3 годам заключения в колонии строгого режима. В нескольких интервью Айгель заявляла о том, что считает вынесенный приговор несправедливым, а также о том, что потерпевший, узнав о возможных последствиях для обвиняемого, хотел отозвать заявление, но не мог этого сделать в связи с тем, что статья предполагает публичное обвинение. Потерпевший также заявляет о том, что считает приговор в виде реального срока слишком суровым. 5 декабря 2017 года судом было принято решение об условно-досрочном освобождении молодого человека, после чего певица написала текст к песне «Две недели».

### Илья Барамия
Илья Барамия родился 18 июня 1973 года, жил в Санкт-Петербурге. Музыкант, звукорежиссёр и музыкальный продюсер, занимается электронной музыкой с 1997 года, участник групп Ёлочные игрушки, 2H Company, Самое большое простое число. Является куратором направления «Современная музыка и саунд-дизайн» в «Школе креативных индустрий „Маяк“».

## История группы
Осенью 2016 года Айгель Гайсина связалась с Ильёй Барамией через Facebook и предложила написать музыку для спектакля, основанного на сборнике стихов «Суд». В процессе совместной работы идея эволюционировала и была создана группа АИГЕЛ. К началу 2017 года был готов материал и прошли первые концерты в Москве и Санкт-Петербурге.
10 апреля 2017 вышел дебютный альбом «1190». Название отсылает к приговору молодому человеку: в заключении он должен был провести 1190 дней. С 17 ноября 2017 года альбом доступен в физической CD-версии.
6 августа 2017 года вышел EP «Буш Баш». «Буш баш» в переводе с татарского означает «пустая голова».
9 октября 2017 года «Аигел» выступили в телепрограмме «Вечерний Ургант» на Первом канале.
Тексты первого альбома коллектива в основном описывают личные переживания Айгель, связанные с судебным процессом, заключением возлюбленного и ожиданием его освобождения.
Большая часть работы над материалом происходит удалённо, так как музыканты живут в разных городах. Участники дуэта не виделись и даже не разговаривали по телефону до первого концерта: все общение и обмен материалами происходили в Сети.
Основная часть песен написана Айгель Гайсиной специально для исполнения под музыку, однако некоторые тексты — это написанные ранее стихи, адаптированные под музыку. В числе артистов, повлиявших на творчество дуэта, музыканты называют Run the Jewels.
В репертуаре коллектива есть песни на татарском языке.
После начала полномасштабного вторжения России на Украину группа осудила вторжение и покинула Россию.
27 сентября 2022 года группа заявила о том, что 1 сентября попала в список артистов, концерты которых «не рекомендованы» на территории РФ. Сразу в нескольких городах России были отменены ранее запланированные концерты.
После выхода сериала «Слово пацана. Кровь на асфальте» осенью 2023 года песня группы «Пыяла» заняла первое место в мировом рейтинге Shazam.
28 марта 2025 года дуэт выпустил пятый студийный альбом Killer Qız, большая часть песен которого написана на татарском языке, но также включает слова на английском и русском и, впервые для коллектива, на немецком языке.

## Дискография

### Студийные альбомы
- 1190 (2017)
- Музыка[30] (2018)
- Эдем[31] (2019)
- Пыяла (2020)
- Killer Qız (2025)

### EP
- Буш Баш (2017)
- RMX (2017)
- Офигенно (2020)
- OST Топи (2021)
- OST «Внутри убийцы» (2023)

### Синглы
- Это я (2017)
- Свиданка (2017)
- Таня (2017)
- На нашей стороне (2019)
- Идем на канцо (2019)
- Четкий (2019)
- 2 недели — (techno remix, 2020)
- Офигенно (2020)
- Ул (2020)
- Кожа (2020)
- Мир спасет красота (2022)
- Океаническое дно (2022)
- Газ (2022)
- Дальше только хуже (2023)
- Чудо (OST «Иные», 2023)
- Детское море (2024)

### Участие
- Velial Squad — «Voodoo Doll» (Голову на плаху)
- Oxxxymiron — «Намешано» (Красота и уродство)
- Самое Большое Простое Число — «Отец» (Отец)

### Клипы
- «Татарин» (25.08.2017) — 106 млн просмотров на «YouTube» (на момент октября 2023)[32] + 2,7 млн просмотров в VK[33]
- «1190» (05.12.2017)[34]
- «Принц на белом» (15.05.2018)[35]
- «Духи огня» (05.10.2018)[36]
- «Четкий» (07.06.2019)
- «Снег» (06.09.2019)
- «Оно выделяло тепло (lyric video)» (26.12.2019)
- «You’re Born» (12.03.2020)
- «Две недели» (10.04.2020)
- «Моя любовь» (18.12.2020)
- «Пыяла» (21.01.2022)
- «Детское море» (25.12.2024)

### Музыка к фильмам
- сериал «Трудные подростки» (2019)
- сериал «Топи» (2021)
- сериал «Слово пацана. Кровь на асфальте» (2023)
- сериал «Внутри убийцы» (2024)

## Награды, номинации, рейтинги
Победитель Jager Music Awards в номинации «Видео года» за клип «Татарин» (2017).
Проект «Аигел» оказал заметное влияние на татарскую эстраду, хотя теоретически плохо соответствует её формату и традициям. Тем не менее, татарстанские музыкальные аналитики, вслед за аудиторией, серьёзно заинтересовались проектом, и в 2019 году известная татарстанская газета «Бизнес Online» включила песню «Татарин» в развёрнутый рейтинг «топ-30 главных татарских песен XXI века», поместив её на высокое 4-е место — существенно выше очень многих известных традиционных представителей жанра.
Клип You’re Born получил серебряного Каннского Льва (2021).
В декабре 2023 года трек «Пыяла» из одноимённого альбома, выпущенного в 2020 году, возглавил мировой чарт Shazam. Кроме Shazam, трек занял первые места в «Яндекс Музыке», VK, Apple Music в России, Казахстане, Белоруссии, Кыргызстане, Латвии и Эстонии, а также Spotify в России, Казахстане и Белоруссии. Песня обрела популярность после того, как стала саундтреком в российском сериале «Слово пацана. Кровь на асфальте». Пресса связала это с тем, что группа «Аигел» была исключена из титров сериала в связи с её политической позицией, и зрители, желающие узнать автора неизвестной песни, массово обратились к сервису Shazam, который определяет треки по звуку.